# Onthophagus propraecellens
Onthophagus propraecellens es una especie de insecto del género Onthophagus, familia Scarabaeidae, orden Coleoptera.
Fue descrita científicamente por Howden & Gill en 1987.